# Поццо-д'Адда
Поццо-д'Адда (італ. Pozzo d'Adda) — муніципалітет в Італії, у регіоні Ломбардія, метрополійне місто Мілан.
Поццо-д'Адда розташоване на відстані близько 480 км на північний захід від Рима, 28 км на північний схід від Мілана.
Населення — 5950 осіб (2014).
Покровитель — S. Antonio Abate.

## Демографія
Населення за роками:

Станом на 1 січня 2023 року в муніципалітеті офіційно проживало 768 іноземців з 54 країн, серед них 296 громадян країн Євросоюзу та 21 громадянин України.

## Сусідні муніципалітети
- Базіано
- Кассано-д'Адда
- Греццаго
- Інцаго
- Мазате
- Треццано-Роза
- Вапріо-д'Адда